# محطة الأنس (فلم 1942)
محطة الأنس هو فيلم مصري تم إنتاجه عام 1942، بطولة عقيلة راتب، محمود المليجي وإخراج عبد الفتاح حسن.

## فريق العمل
إخراج: عبد الفتاح حسن
تأليف:
- كمال سليم
- موريس كساب
- بديع خيري

إنتاج: ستوديو مصر
بطولة:
- محمود المليجي
- عقيلة راتب
- ماري منيب
- علي الكسار
- عبد العزيز أحمد
- يحيى شاهين
- عبد العزيز خليل

## روابط خارجية
- مقالات تستعمل روابط فنية بلا صلة مع ويكي بيانات